# 黎黄德
黎黄德（越南语：?，1972年4月20日—），也作黎玄德、黎萤德，原越南国脚。现在他是岘港队教练。他创造的代表越南队出场和进球纪录至今未被打破。

## 生涯

### 在国内的早年
黎黄德从1991年年起代表7军区足球队出战越南足球联赛.同年加入胡志明警察队并首次入选越南国家队 。在胡志明公安队黎黄德经历了自己足球生涯的辉煌时期，获得各种荣誉，成为一些知名品牌的代言人；在国家队也屡有出色表现。

### 中国之行
黎黄德在1997年世界杯外围赛越南队对中国队的比赛上曾打入一球，由此开始吸引了中国足球界的注意。2000年起，为打开越南摩托车市场，力帆集团老总尹明善决定为重庆力帆引进黎黄德。黎黄德中国之行在越南引起轰动，甚至在黎黄德打入其在中国的唯一进球后，有越南年轻人骑力帆摩托上街头欢呼。不过由于黎黄德在实力上仍有差距，其中国之行不过是力帆集团一次较为成功的宣传。

### 回国及其后
黎黄德仅是在2001年以租借身份短暂加盟重庆力帆，不久便重回越南。2003年他因涉嫌打假球被所在的东亚银行开除。对此其一位朋友认为他不过是当地足球重重黑幕之下的牺牲品。之后他加入岘港队并告别了越南国家队 。
现在黎黄德是联合国教科文组织在越南大使。

## 荣誉
俱乐部：
- 1995年越南足球联赛冠军

个人：
- 唯一连续三届参加东南亚运动会球员（1995年，1997年，1999年）
- 唯一连续五届参加老虎杯球员（1996年，1998年，2000年，2002年，2004年）
- 越南金球奖（1995年，1997年,，2002年）
- 老虎杯第一射手